# Mazurka
Mazurka (tiếng Ba Lan mazurek, số nhiều mazurki) là một điệu vũ dân gian Ba Lan, với nhịp 3/4 hoặc 3/8 có phách mạnh nằm ở nhịp thứ 2 hoặc nhịp 3. Vũ điệu này trở nên phổ biến ở các vũ phòng châu Âu suốt thế kỉ XIX. Chính quốc ca Ba Lan cũng là một bản mazurka nhưng nhịp điệu chậm hơn thông thường.
Mazurka trong tiếng Ba Lan là mazurek, lấy từ mazur, từ chỉ những cư dân vùng Mazovia, Ba Lan. Mazurka là dạng sở hữu cách và đối cách của mazurek.
Nhiều nhà soạn nhạc cổ điển châu Âu đã viết những bản mazurka bất hủ, tiêu biểu như bản Mazurka số 57 của nhạc sĩ thiên tài Frédéric Chopin cho độc tấu piano. Henryk Wieniawski viết hai bản cho vĩ cầm hoà tấu dương cầm (bản "Obertas", số 19), và những năm 1920, Karol Szymanowski đã soạn bộ hai mươi bản cho piano và kết thúc sự nghiệp sáng tác bằng hai bản cuối cùng năm 1934.

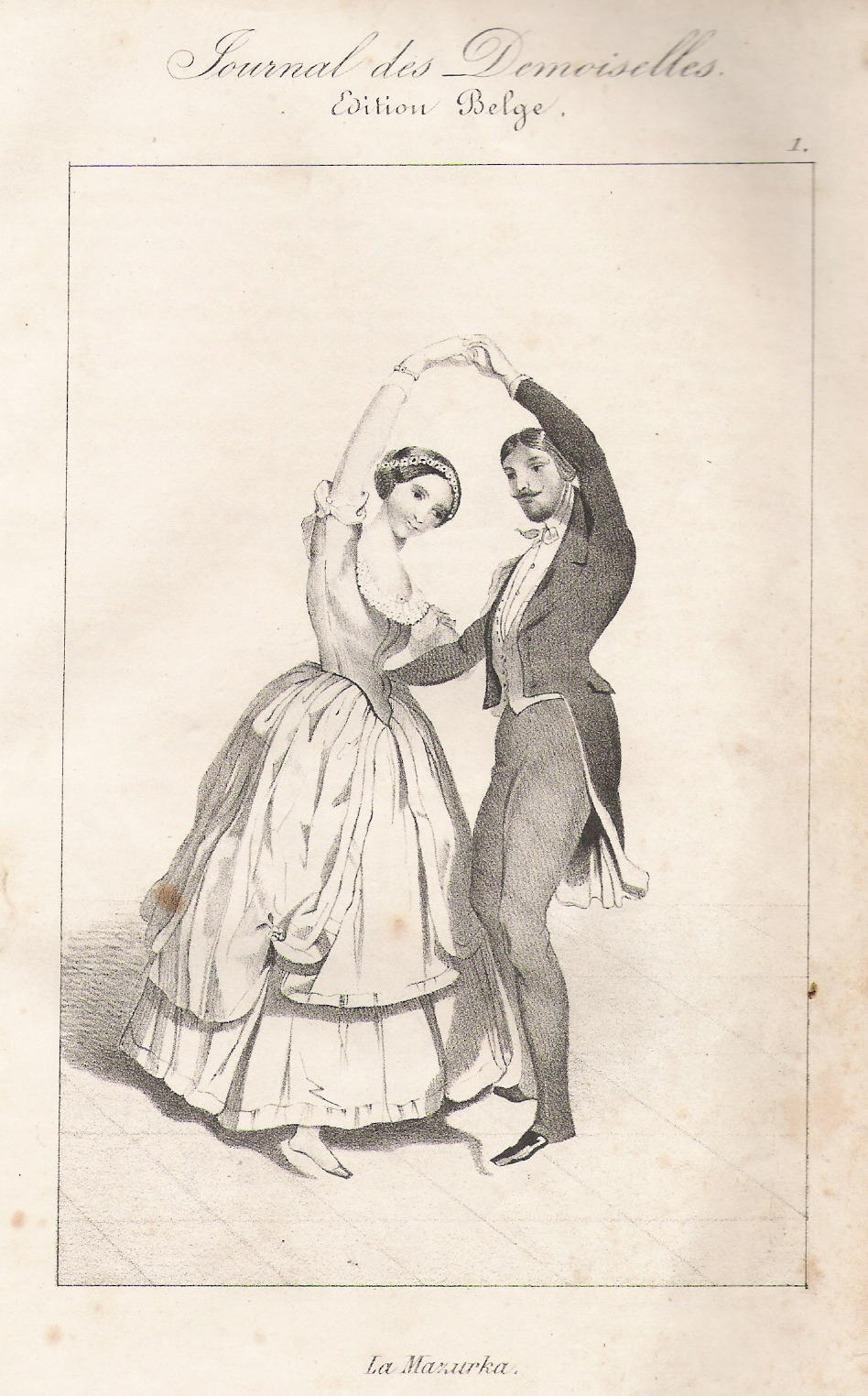
Vũ điệu Mazurka

## Ngoài Ba Lan
Ở Nga, Mily Balakirev đã viết bảy bản mazurka độc tấu piano. Tchaikovsky cũng soạn sáu bản mazurka độc tấu piano, một trong nhạc kịch Hồ thiên nga, một trong vở opera Eugene Onegin, và một trong vở Người đẹp ngủ trong rừng; Léo Delibes viết một bản được thể hiện trong đêm diễn đầu tiên của vở ballet Coppélia; Borodin viết hai bản trong Petite Suite cho piano; Mikhail Glinka cũng viết hai bản, dù một bản là giản lược bản Mazurka số 13 của Chopin và Alexander Scriabin cũng sử dụng nó. Mazurka là một vũ điệu nổi bật trong nhiều tiểu thuyết Nga. Không những được Leo Tolstoy đề cập đến trong Anna Karenina và được viết thêm vào Chiến tranh và hoà bình, điệu vũ cũng xuất hiện trong Cha và con của Ivan Turgenev.
Ở Pháp, các nhạc sĩ trường phái Ấn tượng Claude Debussy và Maurice Ravel đều viết mazurka; Bản mazurka của Debussy là một khúc độc lập, còn của Ravel là một phần của liên khúc La Parade.
Mazurka cũng phổ biến trong các vũ điệu dân gian Donegal, Ireland.
Vũ điệu lan sang châu Âu và Mĩ vào nửa cuối thế kỉ mười chín. Nó xuất hiện trong vài điệu khiêu cũ cổ, và cũng trong nhạc Cajun ban đầu, mặc dù bây giờ không còn nữa. Ở miền Nam, nó đôi khi được xem như điệu mazuka.
Ở Cape Verde mazurka cũng được xem như một di sản văn hoá phi vật thể, hoà tấu vĩ cầm đệm ghi ta.
Ở Bồ Đào Nha, mazurka trở thành một trong những vũ điệu truyền thống châu Âu nổi tiếng nhất suốt thời kì đầu của Andanças, một lễ hội khiêu vũ cổ truyền hàng năm gần São Pedro do Sul.
Ở Cuba, nhà soạn nhạc Ernesto Lecuona đã viết một khúc tên Mazurka en Glisado cho dương cầm.
Tại Nicaragua, Carlos Mejía Godoy y los de Palacaguina và Los Soñadores de Saraguasca đã biên soạn mazurkas từ nhạc dân gian, trình diễn bởi vĩ cầm talalate, một loại nhạc cụ dân tộc.
Ở Đảo Curaçao mazurka nổi tiếng như một vũ điệu thế kỉ XIX và nửa đầu thế kỉ XX. Một số nhạc sĩ sinh tại Curaçao như Jan Gerard Palm, Joseph Sickman Corsen, Jacobo Palm, Rudolph Palm và Wim Statius Muller đều từng viết mazurka.
Tại Brazil nhà soạn nhạc Heitor Villa-Lobos viết một bản mazurka cho guitar cổ điển theo phong cách Ba Lan.
Ở Australia, Julian Cochran biên soạn mazurkas cho độc tấu piano.